# Захаров, Валентин Иванович
Валентин Иванович Захаров (род. 9 августа 1940) — советский и российский физик, доктор физико-математических наук. Основные труды в области физики элементарных частиц, квантовой хромодинамики.

## Научная деятельность
В 1966—1990 годах сотрудник ИТЭФ (Москва).
После этого около 20 лет проработал в США, Германии и Италии.
Заведующий  кафедры теоретической астрофизики и квантовой теории поля МФТИ.
В названии некоторых эффектов общепринято упоминание его имени (разрыв по массе гравитона Вельтмана — ван Дама — Захарова, точная бета-функция Вайнштейна — Захарова — Новикова — Шифмана, правила сумм Вайнштейна — Захарова — Шифмана), некоторые другие эффекты получили общепринятые названия, употребляемые без ссылок на оригинальные работы («глюонный конденсат», «пингвинные диаграммы», «невидимый аксион», «остаточная симметрия электрослабых взаимодействий»). Широко известны также работы по распадам чармония, феноменологии ренормалонов, свойствам ряда теории возмущений в неабелевых теориях, среди прочих. В результате сотрудничества с решеточной группой ИТЭФ был сформулирован новый подход к непертурбативной квантовой хромодинамике, основанный на дефектах низшей размерности.

## Награды и премии
- премия Ленинского комсомола (1973) —  за цикл работ по дисперсионным соотношениям и слабым взаимодействиям при высоких энергиях
- премия Сакураи (1999) — за фундаментальный вклад в понимание непертурбативной КХД, слабых нелептонных распадов и аналитических свойств суперсимметричных калибровочных теорий[3].
- премия имени И. Я. Померанчука (2010) — за выдающийся вклад в развитие квантовой теории поля: создание правил сумм КХД и непертурбативного операторного разложения, и вычисление точных β-функций в суперсимметричных теориях поля[4].